# 아제르바이잔 국영 석유회사

아제르바이잔 국영 석유회사(아제르바이잔어: Azərbaycan Respublikası Dövlət Neft Şirkəti, SOCAR)는 아제르바이잔의 석유 회사이다. 아제르바이잔 정부의 100% 출자 회사이다.